# Селимский, Асен
Асе́н Гео́ргиев Сели́мский (болг. Асен Георгиев Селимски, 10 августа 1930, Плевен — 9 января 2023, София) — болгарский оперный певец, баритон. Солист Софийской оперы на протяжении 30 лет с 1960 года. Народный артист НРБ (1982). Педагог, профессор Болгарской государственной консерватории (1991).
Родился в Плевене. С детства любил петь и мечтал стать знаменитым киноартистом или эстрадным исполнителем, как Ари Лешников. Участвовал в молодёжном вокальном ансамбле. После окончания гимназии отправился в Софию, чтобы учиться в консерватории у своего двоюродного дяди, известного оперного баритона и педагога Христо Брымбарова, который славился хорошей итальянской вокальной школой. C 4 курса подрабатывал в хоре радио. Окончив консерваторию в 1954 году, продолжил обучение в двухлетней Оперной школе. Дебютировал осенью 1955 года в роли Риголетто в одноимённой опере Дж. Верди в постановке Врачанской муниципальной оперы. По результатам прослушивания приглашён в штат Русенской оперы (1955), занимавшей в то время ведущие позиции за пределами столицы. Быстро заслужил любовь публики в ролях Жермона и графа ди Луна («Травиата» и «Трубадур» Дж. Верди), Белькоре («Любовный напиток» Г. Доницетти), Леско («Манон» Ж. Массне), Джека Рэнса («Девушка с Запада» Дж. Пуччини). В 1959 году впервые предстал в роли Фигаро («Севильский цирюльник» Дж. Россини), которая стала коронной в репертуаре певца, он исполнил её более 150 раз.

«… с годами Селимский стал образцом,  с которым сверяли свои достижения его более молодые коллеги.  Для меня (и не только для меня)  Селимский с его блестящим голосом и игрой, великолепно исполняющий самые виртуозные места, до сих пор остался непревзойдённым в  жизнерадостной и светлой партии Фигаро. Нет незаменимых, но есть неповторимые певцы. Красивый, подвижный, умеющий с помощью мимики, жеста, позы создать ситуацию, вызвать смех. Голос его льётся свободно, красиво, отточенное бельканто и очень выразительные речитативы и скороговорки…»Оригинальный текст (болг.)„...с годините Селимски стана образец, по който мереха постиженията си неговите по-млади колеги. Фигаро – блестящ в глас и игра, жизнерадостен, светъл, великолепно пеещ и най-виртуозните места, за мен (и не само за мен) до днес той си остава ненадминат в тази партия. Няма незаменими, но има неповторими певци. Красив, подвижен, умеещ с мимика, жест, поза да създаде ситуация, да предизвика смях. Гласът му се лее свободно, красиво, изработено белканто и силно изразителни речитативи и скороговорки...“— проф. Боянка Арнаудова, музыковед и музыкальный критик
С партией Фигаро Селимского пригласили в Софийскую оперу — сперва на гастроли, а после нескольких спектаклей и в штат (1960): в связи с уходом на пенсию Михаила Люцканова освободилось место баритона. Вскоре репертуар пополнился ролями Ренато и маркиза ди Поза («Бал-маскарад» и «Дон Карлос» Дж. Верди), Елецкого («Пиковая дама» П. И. Чайковского), Игоря Святославича («Князь Игорь» А. П. Бородина).
Селимский отличался высоким мастерством благодаря отличной школе профессора Брымбарова, роскошной сценической внешностью, отличной дикцией и был талантливым актёром. Получил золотую медаль и 1-е место на VII фестивале молодёжи и студентов в Вене (1959). На 1-м Международном конкурсе молодых оперных певцов в Софии в 1961 году разделил 1-е место с английским баритоном Питером Глоссопом. Летом 1968 года в роли Онегина («Евгений Онегин» П. И. Чайковского) произвёл фурор на Глайндборнском оперном фестивале, получил восторженные отзывы прессы. The Observer отметил красоту, гибкость и яркий тембр голоса Селимского, а сценическое мастерство назвал захватывающим дух. Впоследствии Селимский выступал с этой партией на многих европейских оперных сценах.
Репертуар Селимского обширен и включал около 40 ролей различных амплуа, от драматических и лирических до комических и остро характерных: Сильвио и Тонио («Паяцы» Р. Леонкавалло), венецианский гость («Садко» Н. А. Римского-Корсакова), Гульельмо и граф Альмавива («Так поступают все женщины» и «Свадьба Фигаро» В. А. Моцарта), Таддео («Итальянка в Алжире» Дж. Россини), Эскамильо и Зурга («Кармен» и «Искатели жемчуга» Ж. Бизе), Шонар и Шарплес («Богема» и «Мадам Баттерфляй» Дж. Пуччини), Шакловитый («Хованщина» М. П. Мусоргского), Балстроуд и Деметрий («Питер Граймс» и «Сон в летнюю ночь» Б. Бриттена) и другие. Болгарская опера представлена ролями учителя музыки («Безымянная звезда» П. Хаджиева, Селимский пел мировую премьеру в 1985 году), Нягула («Албена» П. Хаджиева), Терзиева («Антигона 43» Л. Пипкова), Китана («Боянский мастер» К. Илиева).
В 1982 году Асен Селимски удостоен почётного звания Народный артист Болгарии. Обладатель «Серебряной лиры» Союза музыкальных деятелей Болгарии.
После смерти своего учителя и родственника Христо Брымбарова в 1974 году, Селимский заменил его в вокальном классе мужских голосов в консерватории, он считал себя продолжателем вокальной школы Брымбарова. В 1983 году стал доцентом, в 1991 году профессором. После ухода со сцены в 1990 году полностью посвятил себя преподаванию и обучил многих именитых певцов. До 85-летнего возраста работал с учениками в консерватории (с 1995 года — Национальная музыкальная академия). 15 лет работал в Новом болгарском университете, где был одним из основателей отделения оперного вокала.
Вся семья Асена Селимского — музыканты. Две дочери — Албена и Илияна — арфистки, младшая Илияна обладает красивым колоратурным сопрано, но предпочла арфу оперной карьере. Жена Белина — пианистка и аккомпаниатор, помогала мужу на занятиях с учениками.
Асен Селимский умер 9 января (по некоторым источникам — 10 января) 2023 года.
В Золотом фонде Болгарского радио хранятся записи оперных спектаклей с участием Асена Селимского: «Бал-маскарад» (3 июля 1964 года) и «Евгений Онегин» (5 мая 1975 года).